# Heliotropium dunaense
Heliotropium dunaense là loài thực vật có hoa trong họ Mồ hôi. Loài này được R. Degen mô tả khoa học đầu tiên năm 1994.